# Ornithoptera alexandrae
A borboleta-rainha-alexandra (Ornithoptera alexandrae) é uma espécie de borboleta endêmica das florestas da Papua-Nova Guiné.  É comumente descrita como sendo a maior espécie de borboleta do mundo, cujas fêmeas alcançam facilmente mais de 27 centímetros de envergadura.
A espécie foi nomeada em 1907 pelo barão Lionel Walter Rothschild, em honra à rainha Alexandra, esposa de Eduardo VII do Reino Unido. O primeiro europeu a descobrir a espécie foi Albert Stewart Meek, em 1906, empregado por Walter Rothschild para coletar espécimes para a história natural de Papua-Nova Guiné. Embora a primeira amostra tenha sido capturada com a ajuda de uma espingarda de pequeno porte, Meek logo descobriu as lagartas da borboleta e criou a maior parte dos primeiros espécimes.
Embora a maioria das autoridades hoje classifiquem esta espécie como pertencente ao gênero Ornithoptera, anteriormente, era descrita como gênero Troides ou Aethoptera. Em 2001, o lepidopterista Gilles Deslisle propôs colocá-la em seu próprio subgênero (que alguns escritores têm tratado como um gênero), sendo proposto originalmente o nome Zeunera, mas este é um homônimo (com Zeunera piton, 1936), e seu substituto acabou sendo Straatmana.

## Descrição
As fêmeas possuem asas marrons com manchas brancas e um corpo de cor creme com uma pequena mancha vermelha em seu tórax. Já foram encontradas fêmeas com uma envergadura de 31 centímetros (12,2 polegadas), um comprimento de corpo de 8 centímetros (3,2 polegadas) e uma massa corporal de até 12 gramas (0,42 onças) - todas essas medições incomuns para uma borboleta.
Os machos, por sua vez, são menores que as fêmeas, tendo asas menos amplas, de cor marrom, com manchas azul e verde iridescente, além de um abdômen com forte coloração amarela. A envergadura dos machos chega aproximadamente a 20 centímetros, porém é mais comum encontrar exemplares com envergadura de 16 centímetros.